# Pseudodiphryllum
Pseudodiphryllum es un género de orquídeas perteneciente a la subfamilia Orchidoideae dentro de la familia Orchidaceae. Tiene una especie.
Es un sinónimo de Platanthera.

## Especies
| - Pseudodiphryllum chorisianum (Cham.) Nevski |

- Datos: Q6089960